# Campeonato Panamericano de Balonmano Masculino de 2004
El XI Campeonato Panamericano de Balonmano de 2004 se disputó entre el 20 y el 24 de julio de 2004 en Santiago de Chile, Chile y es organizado por la Federación Panamericana de Balonmano y entregó tres plazas para el Campeonato Mundial de Balonmano Masculino de 2005.

## Grupos
| Grupo A        | Grupo B     |
| -------------- | ----------- |
| Brasil         | Argentina   |
| Canadá         | Chile       |
| Puerto Rico    | Groenlandia |
| Estados Unidos | México      |

## Primera fase

### Grupo A
| Equipo         | PTS | J | G | E | P | GF | GC | DG  |
| -------------- | --- | - | - | - | - | -- | -- | --- |
| Brasil         | 6   | 3 | 3 | 0 | 0 | 94 | 40 | +54 |
| Canadá         | 4   | 3 | 2 | 0 | 1 | 71 | 66 | +5  |
| Puerto Rico    | 2   | 3 | 1 | 0 | 2 | 66 | 98 | -32 |
| Estados Unidos | 0   | 3 | 0 | 0 | 3 | 59 | 86 | -27 |

#### Resultados
| Fecha      | Hora  | Partido³    | Partido³ | Partido³       | Resultado |
| ---------- | ----- | ----------- | -------- | -------------- | --------- |
| 20.07.2004 | 14:30 | Brasil      | -        | Canadá         | 25-13     |
| 20.07.2004 | 20:30 | Puerto Rico | -        | Estados Unidos | 29-28     |
| 21.07.2004 | 16:30 | Canadá      | -        | Estados Unidos | 26-18     |
| 21.07.2004 | 18:30 | Brasil      | -        | Puerto Rico    | 38-14     |
| 22.07.2004 | 14:30 | Canadá      | -        | Puerto Rico    | 32-23     |
| 22.07.2004 | 16:30 | Brasil      | -        | Estados Unidos | 31-13     |

### Grupo B
| Equipo      | PTS | J | G | E | P | GF  | GC | DG  |
| ----------- | --- | - | - | - | - | --- | -- | --- |
| Argentina   | 6   | 3 | 3 | 0 | 0 | 102 | 48 | +54 |
| Chile       | 4   | 3 | 2 | 0 | 1 | 80  | 77 | +3  |
| Groenlandia | 1   | 3 | 0 | 1 | 2 | 67  | 82 | -15 |
| México      | 1   | 3 | 0 | 1 | 2 | 56  | 98 | -42 |

#### Resultados
| Fecha      | Hora  | Partido³    | Partido³ | Partido³    | Resultado |
| ---------- | ----- | ----------- | -------- | ----------- | --------- |
| 20.07.2004 | 16:30 | Argentina   | -        | Groenlandia | 30-17     |
| 20.07.2004 | 18:30 | Chile       | -        | México      | 35-18     |
| 21.07.2004 | 14:30 | Argentina   | -        | México      | 41-16     |
| 21.07.2004 | 20:30 | Chile       | -        | Groenlandia | 30-28     |
| 22.07.2004 | 18:30 | Groenlandia | -        | México      | 22-22     |
| 22.07.2004 | 20:30 | Argentina   | -        | Chile       | 31-15     |

### 5º al 8º puesto
| Fecha      | Hora² | Partido¹    | Partido¹ | Partido¹       | Resultado |
| ---------- | ----- | ----------- | -------- | -------------- | --------- |
| 23.07.2004 | 14:30 | Puerto Rico | -        | México         | 30-24     |
| 23.07.2004 | 16:30 | Groenlandia | -        | Estados Unidos | 27-21     |

### 7º/8º puesto
| Fecha      | Hora² | Partido¹       | Partido¹ | Partido¹ | Resultado |
| ---------- | ----- | -------------- | -------- | -------- | --------- |
| 24.07.2004 | 12:00 | Estados Unidos | -        | México   | 37-29     |

### 5º/6º puesto
| Fecha      | Hora² | Partido¹    | Partido¹ | Partido¹    | Resultado |
| ---------- | ----- | ----------- | -------- | ----------- | --------- |
| 24.07.2004 | 14:00 | Groenlandia | -        | Puerto Rico | 33-28     |

## Fase final

### Semifinales
| Fecha      | Hora² | Partido³  | Partido³ | Partido³ | Resultado |
| ---------- | ----- | --------- | -------- | -------- | --------- |
| 23.07.2004 | 18:30 | Brasil    | -        | Chile    | 32-08     |
| 23.07.2004 | 20:30 | Argentina | -        | Canadá   | 27-18     |

### 3º/4º puesto
| Fecha      | Hora² | Partido¹ | Partido¹ | Partido¹ | Resultado |
| ---------- | ----- | -------- | -------- | -------- | --------- |
| 24.07.2004 | 16:00 | Canadá   | -        | Chile    | 31-24     |

### Final
| Fecha      | Hora² | Partido³  | Partido³ | Partido³ | Resultado |
| ---------- | ----- | --------- | -------- | -------- | --------- |
| 24.07.2004 | 18:00 | Argentina | -        | Brasil   | 24-21     |

| Argentina           |
| Campeón             |
| Argentina 3° título |

### Clasificación general
| Argentina         |
| Brasil            |
| Canadá            |
| 4. Chile          |
| 5. Groenlandia    |
| 6. Puerto Rico    |
| 7. Estados Unidos |
| 8. México         |

## Clasificados al Mundial 2005
| Bandera de Argentina | Bandera de Brasil | Bandera de Canadá |
| Argentina            | Brasil            | Canada            |
| -------------------- | ----------------- | ----------------- |